# 11371 Camley
11371 Camley là một tiểu hành tinh vành đai chính thuộc hệ Mặt Trời. Được phát hiện ngày 17 tháng 8 năm 1998, nó có bán trục lớn là 2.2753025 AU, độ lệch tâm là 0.1230094, tốc độ trung bình là 19.74346864 km/s, và độ nghiêng quỹ đạo là 2.06989°.
Tiểu hành tinh này được đặt tên theo tên của Brian Andrew Camley, là người vào chung kết ở năm 2002 Giải thưởng Khoa học và Kỹ thuật Intel. Ông tham dự trường cấp 3 William J.Palmer ở Colorado springs, Colorado, Mỹ.